# Shailene Woodley
Shailene Diann Woodley, född 15 november 1991 i San Bernardino, Kalifornien, är en amerikansk skådespelare och aktivist. Hon blev uppmärksammad för rollen som tonårsmamman Amy Juergens i The Secret Life of the American Teenager. För sin roll i The Descendants vann hon en Independent Spirit Awards i kategorin "bästa kvinnliga biroll" och var nominerad för en Golden Globe Award i samma kategori. 2013 såg man henne i filmen The Spectacular Now, där hon blev hyllad för sin rolltolkning.
Woodley fick sitt stora genombrott när hon spelade som huvudrollerna Hazel Grace Lancaster i Förr eller senare exploderar jag, och som Beatrice "Tris" Prior i Divergent. Hon spelade samma roll i uppföljarna Insurgent och Allegiant.

## Bakgrund och familj
Shailene Woodley föddes i San Bernardino, Kalifornien, och växte därefter upp i Simi Valley i samma delstat. Hon är dotter till kuratorn Lori (född Victor) och rektorn Lonnie Woodley. Vid femton års ålder diagnostiserades hon med skolios. Till följd av detta fick hon bära en plastkorsett.
Woodley studerade vid Simi Valley High School och tog sedan examen från New York University.

## Karriär
2002 hade hon småroller i TV-serierna Brottskod: Försvunnen och The District. Efter det spelade hon som Kaitlin Cooper i OC , dock bara i 6 avsnitt. 2005 blev hon nominerad till en Young Artist Award för sin roll i A Place Called Home. 2006 blev hon återigen nominerad till en Young Artist Award för sin roll i Felicity: An American Girl Adventure. Hon har varit med i Jordan, rättsläkare , samt andra TV-serier, inklusive Alla älskar Raymond , My Name Is Earl, CSI: NY, Close to Home och Cold Case. 2008 fick hon rollen som tonårsmamman Amy Juergens i The Secret Life of the American Teenager och det blev hennes stora genombrott.
2011 gjorde Woodley sin långfilmsdebut i filmen The Descendants. Hon spelade tillsammans med George Clooney och för sin roll som Alexandra King vann hon en Independent Spirit Awards i kategorin "bästa kvinnliga biroll" och var nominerad för en Golden Globe Award i samma kategori. I oktober 2012 blev det klart att Woodley hade fått rollen som Mary Jane Watson i The Amazing Spider-Man 2, det bekräftades också att hon skulle ha bara en liten roll i filmen. Scenerna filmades men Sony beslutade dock att ta bort dessa scener.
2013 syntes hon i filmen The Spectacular Now, tillsammans med Miles Teller.  Året därpå såg man henne i White Bird in a Blizzard. I mars 2013 blev det klart att hon skulle spela som Hazel Grace Lancaster i Förr eller senare exploderar jag. Hon meddelade på förhand att hon skulle klippa av sitt hår för rollen och ge bort det till Children with Hair Loss, en amerikansk organisation som gör peruker till barn som har tappat håret på grund av cancer, brännskador eller liknande orsaker. Under 2014 släpptes filmen Divergent och Woodley spelar huvudrollen Beatrice "Tris" Prior.

## Filmografi (i urval)

### Film
| År   | Titel                            | Roll                  | Anteckningar            |
| ---- | -------------------------------- | --------------------- | ----------------------- |
| 2011 | The Descendants                  | Alexandra "Alex" King |                         |
| 2013 | The Spectacular Now              | Aimee Finecky         |                         |
| 2014 | White Bird in a Blizzard         | Katrina "Kat" Connor  |                         |
| 2014 | Divergent                        | Beatrice "Tris" Prior |                         |
| 2014 | Förr eller senare exploderar jag | Hazel Grace Lancaster |                         |
| 2014 | The Amazing Spider-Man 2         | Mary Jane Watson      | Borttagna scener        |
| 2015 | Insurgent                        | Beatrice "Tris" Prior |                         |
| 2016 | Allegiant                        | Beatrice "Tris" Prior |                         |
| 2016 | Snowden                          | Lindsay Mills         |                         |
| 2018 | Adrift                           | Tami Oldham           | Även producent          |
| 2019 | Endings, Beginnings              | Daphne                |                         |
| 2021 | Sista brevet från din älskade    | Jennifer Stirling     | Även exekutiv producent |
| 2023 | To Catch a Killer                | Eleanor Falco         | Även producent          |
| 2023 | Robots                           | Elaine × 3            |                         |
| 2023 | Ferrari                          | Lina Lardi            |                         |
| 2023 | Dumb Money                       | Caroline Gill         |                         |
| 2024 | Killer Heat                      | Penelope Vardakis     |                         |

### TV
| År        | Titel                                    | Roll                 | Anteckningar                 |
| --------- | ---------------------------------------- | -------------------- | ---------------------------- |
| 2001–2003 | The District                             | Kristin Debreno      | Gästroll; 3 avsnitt          |
| 2001–2004 | Jordan, rättsläkare                      | Ung Jordan Cavanaugh | Återkommande roll; 4 avsnitt |
| 2003–2004 | OC                                       | Kaitlin Cooper       | Återkommande roll; 6 avsnitt |
| 2004–2005 | Jack & Bobby                             | Chloe Benedict       | Gästroll; 2 avsnitt          |
| 2008–2013 | The Secret Life of the American Teenager | Amy Juergens         | Huvudroll; 121 avsnitt       |
| 2017–2019 | Big Little Lies                          | Jane Chapman         | Huvudroll; 14 avsnitt        |